# Armando Miranda
Armando Miranda (né le 12 décembre 1939 à São Paulo au Brésil et mort le 7 avril 1980 dans la même ville) est un joueur de football brésilien, qui jouait en tant qu'attaquant.
Il était surnommé Boca, Miranda Miranda, ou bien tout simplement Miranda.

## Biographie
D'origine italienne (ses parents venaient de San Giuliano près de Naples), Miranda fait ses débuts footballistiques en 1959 dans un des grands clubs de sa ville natale, le Sport Club Corinthians Paulista.
En 1962, il part pour Rio de Janeiro dans l'équipe du Clube de Regatas do Flamengo, et effectue une longue tournée en mai et juin, en Espagne, Italie, Pays scandinaves, Europe de l'Est et en Afrique. Miranda, qui participa à presque tous les matchs, inscrivit 8 buts. À Flamengo, il dispute en tout 25 matchs et inscrit 9 buts.
En septembre 1962, il rejoint le Vieux continent et le pays d'origine de ses parents, signant à Turin chez le géant piémontais de la Juventus entraînée par son compatriote Paulo Amaral, club à l'époque à la recherche d'un puissant avant-centre pour remplacer le départ de John Charles. Il joue son premier match avec le club juventino le 14 octobre 1962 lors d'un match nul 1-1 contre l'AS Rome en championnat. Pas très doué techniquement, mais très puissant physiquement, Miranda compensait avec la force de ses tirs. En bianconero, il dispute en tout entre le championnat et la Coupe des Alpes 20 matchs et inscrit 15 buts (dont 12 buts en 17 matchs de Serie A). Il ne reste qu'une seule saison à Turin, bloqué par l'hostilité de la star de l'équipe Omar Sívori, ainsi que par quelques blessures musculaires qui limitèrent ses présences en match.
L'année suivante, il reste en Italie et part pour la Sicile au Calcio Catane, avec qui il joue à peine 10 matchs, pour un but marqué (contre la Juventus). 
Il retourne ensuite au pays pour évoluer avec le club du Ferroviária de Araraquara et, en 1967, il part pour la Colombie à l'Atlético Junior (équipe dans laquelle jouaient à l'époque d'autres joueurs brésiliens comme Garrincha et Quarentinha).
En 1970, il termine 3e meilleur buteur du championnat colombien avec 24 buts. 
Il termine enfin sa carrière au niveau amateur avec le club brésilien Telefônica de Água Branca, et travailla dans une entreprise de transports, l'Atlas Transporte. Il meurt à peine 40 ans dans sa ville natale, São Paulo.

### Palmarès
Juventus
- Championnat d'Italie :
  - Vice-champion : 1962-63.